# Православное епископское собрание Австралии, Новой Зеландии и Океании
Православное епископское собрание Австралии, Новой Зеландии и Океании (англ. Episcopal Assembly of all canonical Orthodox Bishops of Oceania) — координационный орган православных епископов, представляющий Православную Церковь во Австралии, Новой Зеландии и Океании.

## Участники
Константинопольская православная церковь
- архиепископ Макарий (Гриниезакис) (Австралийская архиепископия) — председатель;
- митрополит Амфилохий (Цукос) (Новозеландская митрополия)
- епископ Дервский Иезекииль (Кефалас) (Австралийская архиепископия, викарий)
- епископ Апполонийский Серафим (Гинис) (Австралийская архиепископия, викарий)
- епископ Дорилейский Никандр (Паливос) (Австралийская архиепископия, викарий)
- епископ Милетупольский Иаков (Цигунис) (Австралийская архиепископия, викарий)

Антиохийская православная церковь
- митрополит Австралийский, Новозеландский и Филиппинский Павел (Салиба)

Русская православная церковь
С сентября 2018 года Московский патриархат в одностороннем порядке прекратил своё участие в конференции.
- митрополит Восточно-Американский и Нью-Йоркский Иларион (Капрал) (Сиднейская и Австралийско-Новозеландская епархия РПЦЗ, в/у)
- епископ Канберрский Георгий (Шейфер) (Сиднейская и Австралийско-Новозеландская епархия РПЦЗ, викарий)

Сербская православная церковь
- епископ Австралийский и Новозеландский Силуан (Мракич)

Румынская православная церковь
- епископ Австралийский и Новозеландский Михаил (Филимон)

## История
Епископская Ассамблея канонических епископов Океании была образована в 2010 году на первом собрании, проходившем 16-18 октября 2010 года
16-17 октября 2011 года на втором заседании Ассамблеи в Сиднее, епископы конференции приняли совместное коммюнике.
28 апреля 2014 года в Сиднее под председательством архиепископа Австралийского Стилиана (Харкианакиса) состоялось четвёртое заседание Ассамблеи епископов Океании.
В 2015 году был запущен сайт https://web.archive.org/web/20150104164853/http://www.orthodox.net.au/ на нескольких языках, посвящённый православию в Австралии. Сайт содержит список всех православных приходов и монастырей Австралии, Новой Зеландии и Фиджи.